# Мапуту (река)
Мапу́ту (Мапуто, порт. Rio Maputo, в верхнем течении — Усу́ту, Грейт-Усуту, Умпилуси, Great Usutu River, Lusutfu River, Suthu River) — река, протекающая на территории Мозамбика (провинция Мапуту). В честь реки была названа столица Мозамбика — Мапуту.
Река под названием Усуту берёт своё начало в Южно-Африканской Республике, в местном муниципалитете Мсукалигва, к востоку от Эрмело и к северо-западу от города Амстердам в провинции Мпумаланга. Близ Амстердама находится водохранилище Уэсто-Дам. Течёт через Эсватини на восток под названием Умпилуси (Грейт-Усуту). Южнее Манзини и западнее Сидвокодво, в округе Манзини принимает левый приток Лусушвана (Малая Усуту). На востоке Эсватини входит в горную цепь Лебомбо. Ущелье длиной 13 километров образует границу между Эсватини и Южно-Африканской Республикой. Далее река Усуту также образует примерно двадцать километров границы между ЮАР (провинция Квазулу-Натал) и Мозамбиком. В заказнике Ндуму-Гейм пополняется водами своего крупнейшего притока, реки Понгола, поворачивает на север и меняет название на Мапуту. Дальше она петляет по прибрежной равнине Мозамбика и впадает в южную часть бухты Мапуту примерно в 85 километрах вниз по течению.
В Эсватини протекает через города Буня (Bhunya), Луйенго, Сипофанени и Биг-Бенд. Река является крупнейшей в Эсватини, а также местом низшей точки Эсватини (21 м над уровнем моря). Река известна рафтингом. Вдоль её берегов нет крупных городов через глубокие узкие долины и густые леса. Тем не менее, там есть поля для гольфа, отели и природные заповедники.